# Юніон (Коннектикут)
Юніон (англ. Union) — місто (англ. town) в США, в окрузі Толленд штату Коннектикут. Населення — 785 осіб (2020).

## Демографія
Згідно з переписом 2010 року, у місті мешкали 854 особи в 334 домогосподарствах у складі 253 родин. Було 388 помешкань
Расовий склад населення:
| - 95,1 % — білих - 0,5 % — чорних або афроамериканців - 0,5 % — азіатів - 0,4 % — корінних американців |

До двох чи більше рас належало 2,7 %. Частка іспаномовних становила 3,7 % від усіх жителів.
За віковим діапазоном населення розподілялося таким чином: 19,9 % — особи молодші 18 років, 62,7 % — особи у віці 18—64 років, 17,4 % — особи у віці 65 років та старші. Медіана віку мешканця становила 46,5 року. На 100 осіб жіночої статі у місті припадало 100,0 чоловіків;  на 100 жінок у віці від 18 років та старших — 100,6 чоловіків також старших 18 років.
Середній дохід на одне домашнє господарство  становив 116 304 долари США (медіана — 93 750), а середній дохід на одну сім'ю — 128 870 доларів (медіана — 113 646). Медіана доходів становила 75 000 доларів для чоловіків та 69 219 доларів для жінок. За межею бідності перебувало 1,2 % осіб, у тому числі 0,0 % дітей у віці до 18 років та 3,9 % осіб у віці 65 років та старших.
Цивільне працевлаштоване населення становило 483 особи. Основні галузі зайнятості: освіта, охорона здоров'я та соціальна допомога — 20,9 %, роздрібна торгівля — 13,0 %, виробництво — 11,6 %, науковці, спеціалісти, менеджери — 10,6 %.